# Катависа (Пенсилванија)
Катависа (енгл. Catawissa) град је у америчкој савезној држави Пенсилванија.

## Демографија
По попису из 2010. године број становника је 1.552, што је 37 (-2,3%) становника мање него 2000. године.
| Група             | 2000.         | 2010.         |
| Белци             | 1.547 (97,4%) | 1.489 (95,9%) |
| Афроамериканци    | 11 (0,7%)     | 8 (0,5%)      |
| Азијати           | 3 (0,2%)      | 3 (0,2%)      |
| Хиспаноамериканци | 7 (0,4%)      | 25 (1,6%)     |
| Укупно            | 1.589         | 1.552         |